# Punta del Fangar

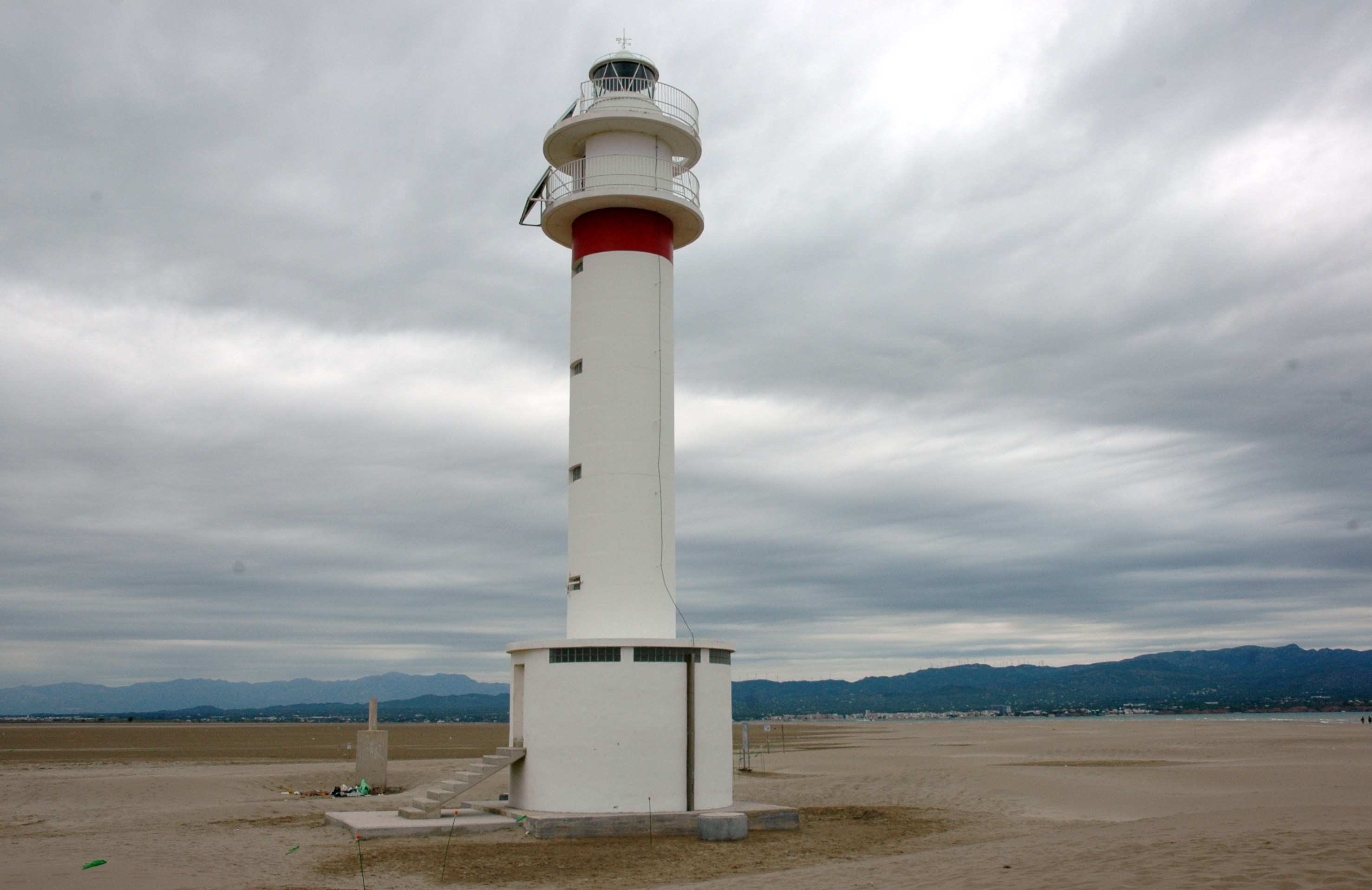
Far del Fangar

El Punta del Fangar és la península que s'endinsa a la mar al nord de la desembocadura de l'Ebre, davant la badia del Fangar dins del municipi de Deltebre, al Baix Ebre.
Es tracta d'una extensa fletxa litoral que inclou el sistema de sorrals i dunes mòbils més ben construït del Delta. Des del punt de vista de la fauna, l'aspecte més destacat és la importància de la zona per a la cria dels ocells marins. Té, a més, una considerable importància com a àrea de refugi i alimentació d'espècies d'ocells aquàtics migratoris. El corriol camanegre i el xatrac nidifiquen a la península a la primavera. La península té uns 6 km de llargada i 3 km d'amplada màxima, fins a arribar al seu extrem, que rep el nom de punta del Fangar.
Una pista de sorra compacta creua el Fangar per la qual es pot circular o caminar fins a arribar a la meitat, al mirador, al far o l'extrem nord de la península. Entre l'1 d'abril i el 15 d'agost, està prohibit entrar a les àrees de nidificació, que estan resguardades pels cordons de la vora de la pista. Uns sorrals immensos predominen en aquesta zona i el que té més valor ecològic són les formacions de dunes, ja que són de les més ben conservades del litoral català. Constitueixen un important refugi de vida per a molts rèptils, insectes, micromamífers i algun amfibi. Hi ha dos tipus de dunes, unes fixades amb la vegetació a sobre i altres mòbils sense vegetació. No es pot caminar en cap d'elles per la seva fragilitat. La zona de dunes fixades més important està situada a la platja de la Marquesa, a la dreta de la pista que arriba al Fangar.
S'hi aixeca el característic far del Fangar en mig de les dunes.
El setembre de 2004 el grup de rock U2 hi va filmar el seu vídeoclip Vertigo, el primer tema i l'avançament de l'àlbum How to Dismantle an Atomic Bomb, simulant un ambient desèrtic. Aquesta cançó va aconseguir ràpidament gran notorietat i fins a tres Grammys l'any 2005, un d'ells per a millor vídeo musical de format curt.